# Hola
|  | Aquest article tracta sobre la ciutat kenyana. Vegeu-ne altres significats a «¡Hola!». |

Hola, també coneguda com a Galole, és una petita ciutat de Kenya, capital del Districte del Riu Tana a la Província Costanera, situada a prop del riu Tana. Va ser un camp de detenció l'any 1959. Té una població aproximada de 6.931 persones (des de l'any 1999.)